# Queensway (Hong Kong)
Queensway es una calle situada en Admiralty, Central, Hong Kong, China. Originalmente, era una sección en el este de Queen's Road East, parte de Queen's Road, que durante los años posteriores a la Segunda Guerra Mundial se dio en llamar separadamente como Queen's Road West, Queen's Road Central, Queensway, y Queen's Road East. En su extremo este se divide en Queen's Road Central y Des Voeux Road Central mientras que en su extremo este se fusiona con Hennessy Road, en la intersección con Queen's Road East.

## Nombre
Queensway se separó de Queen's Road y se le dio formalmente su nombre cuando las extensas instalaciones militares y navales que dominaban la zona fueron retomadas por el Gobierno para su desarrollo, en la década de 1960. Su nombre chino no incluye el término 'Reina', y puede traducirse como Calle de la Campana Dorada, en referencia a una importante campana que se situaba en el colindante Muelle de Admiralty.
Esta calle es una de las pocas de Hong Kong cuyo nombre consiste en una sola palabra. Otros ejemplos son Glenealy (Central), Smithfield (Kennedy Town) y Broadway (Lai Chi Kok). Quizá por esto, e influenciado por el sufijo 道 (to, literalmente calle) de su nombre chino, a veces la calle es llamada erróneamente Queensway Road.

## Edificios importantes

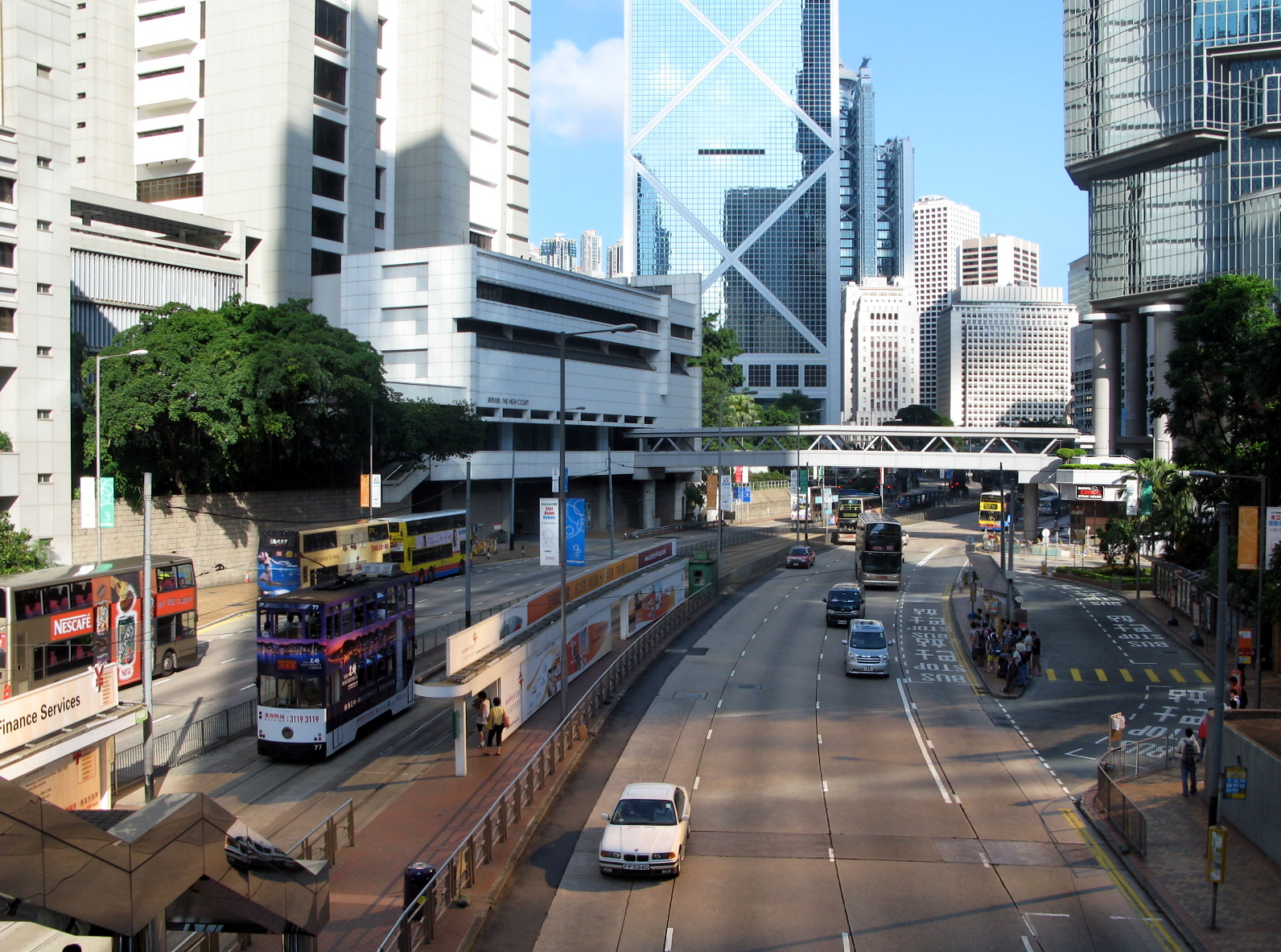
Vista de Queensway hacia el oeste, desde el pasadizo elevado que conecta Pacific Place con Queensway Plaza. Pueden verse las Oficinas del Gobierno, el Parque de Hong Kong, la Bank of China Tower y el Lippo Centre.

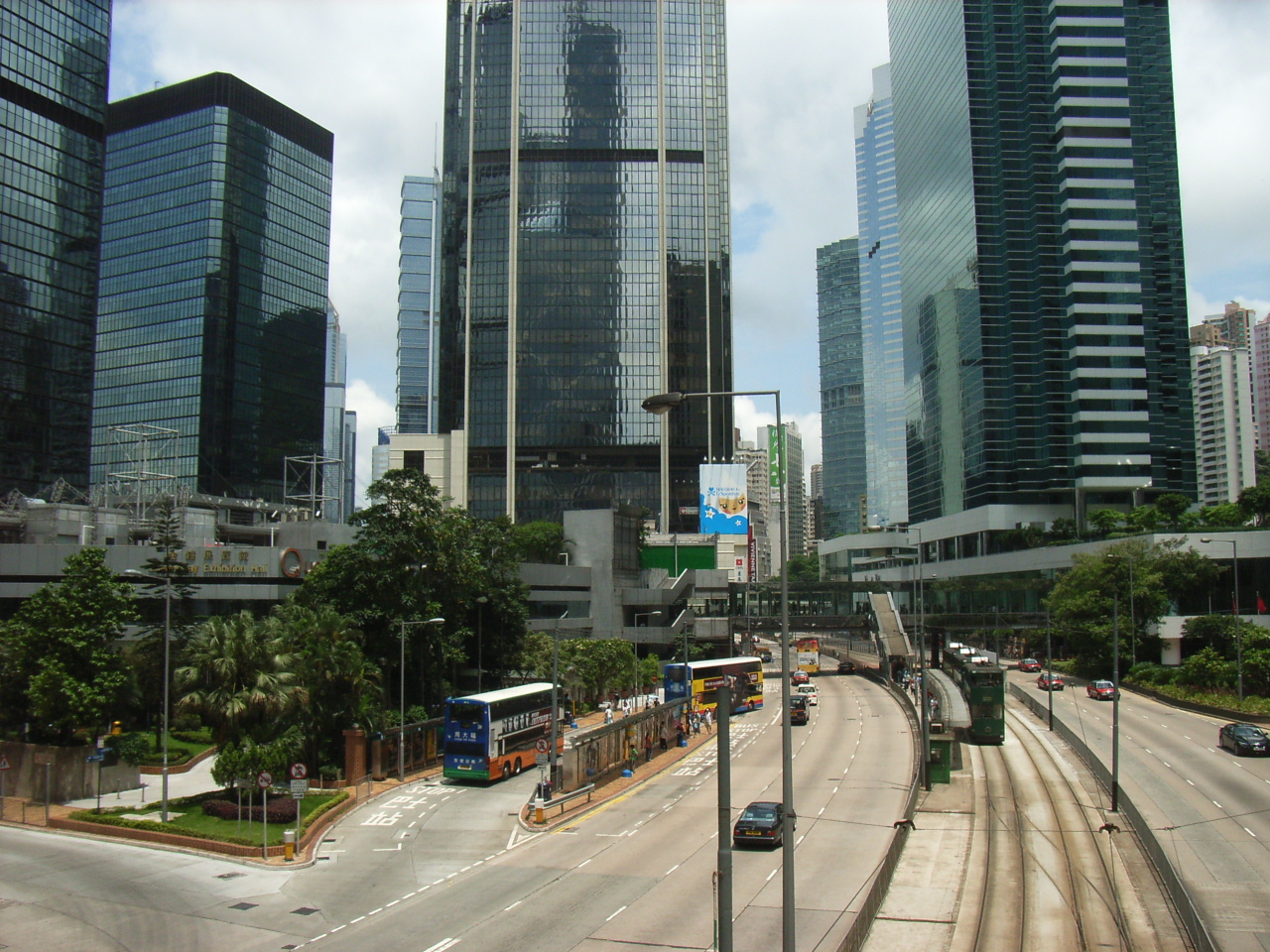
Edificios de oficinas en Queensway. La vista es hacia el este; el Queensway Plaza, de una planta, está en la izquierda, mostrando su gran logo "Q". En el centro, encima de Queensway Plaza, está el United Centre. En la derecha está el centro comercial Pacific Place, coronado por, de más cerca a más lejos: las oficinas de Swire, el JW Marriott Hotel y 3 Pacific Place (no en Queensway). En el centro, un pasadizo elevado conecta los dos centros comerciales y las líneas de tranvía discurren por debajo.

A pesar de tener solo 600 metros de longitud, la calle incluye un gran número de edificios importantes.
A lo largo de lado de la "colina" (sur) de la calle está, de oeste al este: Cheung Kong Centre; Bank of China Tower; el Parque de Hong Kong (incluida  Flagstaff House y el Museo del Té); Oficinas del Gobierno de Queensway; el Tribunal Superior; y Pacific Place, un complejo propiedad de Swire que contiene un centro comercial, torres de oficinas y los hoteles Conrad, Island Shangri-La y Marriott.
En el lado del "mar" (norte) de la calle, también de oeste a este, están: Chater Garden, que contenía el antiguo campo de cricket principal de Hong Kong; el Lippo Centre; Queensway Plaza (un centro comercial de una planta al lado del edificio de oficinas United Centre, también conectado a Pacific Place mediante un pasadizo elevado completamente cerrado); el pequeño Harcourt Garden; y, en su extremo en Wan Chai, la Jefatura de Policía de Hong Kong.

## Historia militar
Hasta la década de 1980, había instalaciones militares británicas a ambos lados de la calle. En el sur estaban Wellington Barracks, Murray Barracks y Victoria Barracks, mientras que en el norte estaba el Muelle de Admiralty. Flagstaff House fue la residencia del Comandante de las Fuerzas Británicas de Hong Kong entre 1842 y 1978. Estos edificios fueron sustituidos gradualmente según se expandía el distrito Central. 

## Trazado
Antiguamente, la calle no era tan recta como en la actualidad. Dos curvas cercanas, situadas en la sección media (entre Rodney Block y Naval Terrace, ninguno de los cuales sigue en pie), formaban una S, conocida como la curva de la muerte de Queensway (金鐘道死亡彎角) porque en ella ocurrían frecuentes accidentes de tráfico, especialmente entre vehículos y tranvías. El enderezamiento de la calle se planeó desde 1968, finalmente se comenzó en 1974 y se completó el 12 de enero de 1975.
La Queensway actual es mucho más ancha que lo que era. Sus carriles están separados por las líneas de los famosos tranvías de Hong Kong. A lo largo de su longitud, no hay ningún lugar por el que los peatones pueden cruzar la calle a nivel del suelo. En su lugar, hay varios puentes, que también dan acceso a las estaciones del tranvía.

## Eventos
Aunque es una calle importante, Queensway es parte de la ruta por la que pasan regularmente las marchas y protestas, incluida la anual protesta del 1 de julio.